# 氷川神社 (板橋区東新町)
氷川神社（ひかわじんじゃ）は東京都板橋区の神社。地名を冠して東新町氷川神社（とうしんちょうひかわじんじゃ）とも称される。

## 概要
創建年代は不明である。天祖神社とともに上板橋村の鎮守であった。
境内には、郷土資料館がある。江戸時代から昭和時代までの旧上板橋村の農具や生活道具が収蔵されている。
拝殿の両脇に立つ青銅製の狛犬は北村西望作。

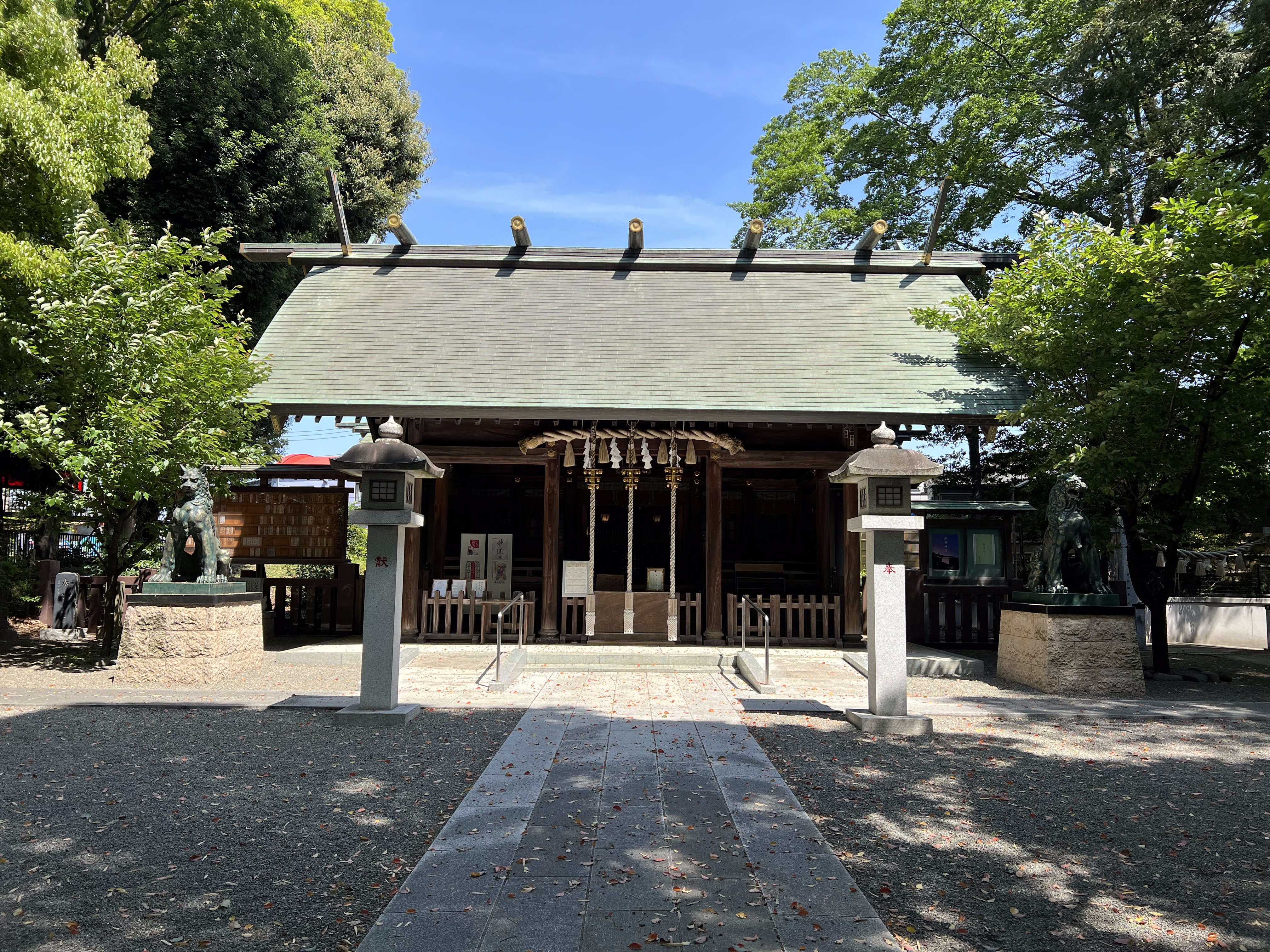
拝殿
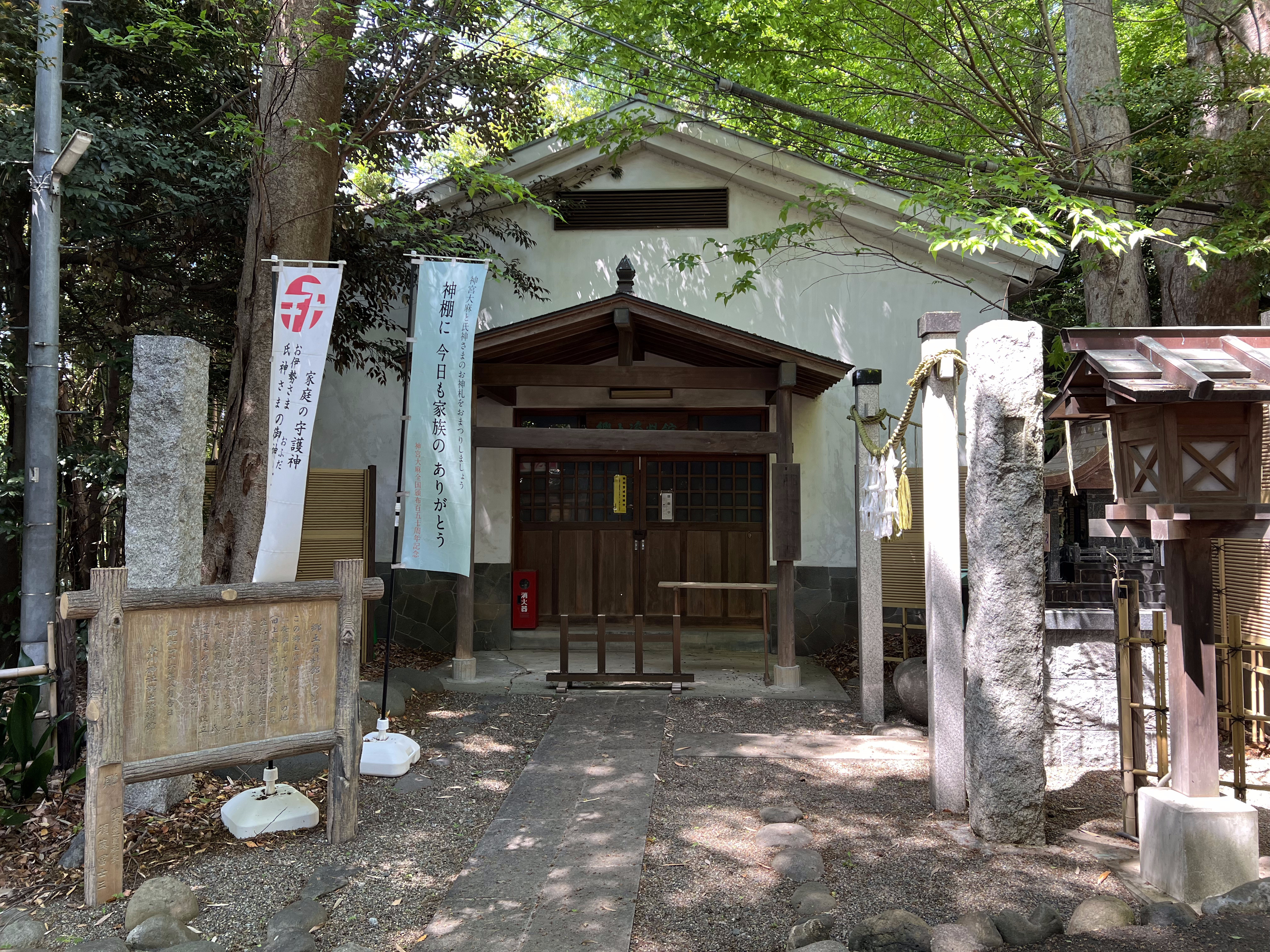
郷土資料館

## 摂末社
- 天祖神社
- 八幡神社
- 白山神社
- 御嶽神社
- 浅間神社
- 阿夫利神社
- 榛名神社
- 大国神社

## 氏子区域
- 常盤台4丁目
- 上板橋1丁目
- 桜川2丁目
- 東新町1～2丁目
- 小茂根1～5丁目
- 向原1～2丁目

## 交通アクセス
- ときわ台駅より徒歩12分。

## 関連文献
- 「上板橋村」『新編武蔵風土記稿』 巻ノ12豊島郡ノ4、内務省地理局、1884年6月。NDLJP:763977/31。